# Neocentropogon profundus
Neocentropogon profundus är en fiskart som först beskrevs av Smith, 1958.  Neocentropogon profundus ingår i släktet Neocentropogon och familjen Tetrarogidae. Inga underarter finns listade i Catalogue of Life.